# Pardosa ninigoriensis
Pardosa ninigoriensis är en spindelart som beskrevs av Tamara Mcheidze 1997. Pardosa ninigoriensis ingår i släktet Pardosa och familjen vargspindlar. Inga underarter finns listade i Catalogue of Life.